# Самурский эмират
Самурский эмират (Эмирство Ильчи-Ахмада) — вассальное Ширвану владение в горном Дагестане, существовавшее в XV веке.

## История
В годы правления ширваншаха Халилл-уллы I (1417—1465) из династии Дербенди из Ширвана выделяется эмирство отданное в правление Ильчи-Ахмаду (Илчав-Ахмаду), прозванного Тамерланом Бахадур, то есть Богатырь, за отличившиеся деяния в войне на его стороне. Ильчи-Ахмад был сыном кайтагского уцмия Султан-Мухаммада и братом уцмия Султан-Алибека. После смерти отца Ильчи-Ахмад повздорил за кайтагский трон со своим братом, из-за ему пришлось бежать в Ширван, где его назначили правителем удела. Это эмирство включало в себя территории нынешних Ахтынского, Докузпаринского, Курахского районов Дагестана, а также Рутул и некоторые сопредельные территории к югу от Большого Кавказского хребта .
После смерти Ильчи-Ахмада Бахадура, его сын Мухаммадбек стал владетелем Ахтынского и Мискинджинского бекств. Он восседал в крепости Ихир. Мухаммад-бек женился там же на дочери одного из раисов этой крепости. Потомки его управляли и главенствовали там. После его смерти его три сына разделили эти владения: Хасанбек утвердился в Ахтах, Ахмед-бек в Мискиндже и Аббас в Мацаре. Потомки каждого из трёх унаследовали эти земли.
Окончательный распад эмирства происходит уже после падения четвёртой династии ширваншахов Дербенди в 1538 году.

## Структура
В политическом смысле это владение более всего напоминало маркграфства Западной Европы — пограничное владение под властью вассальной династии.
Этнически эмирство включало лезгин, шахдагцев, удин.